# Virgil Kinzel
Virgil Kinzel, také Virgil Rudolf Kinzel (1. září 1910 Komárov – 15. prosince 1998 Mallersdorf) byl broumovský benediktin, filolog a v letech 1969–1988 druhý opat broumovského kláštera v exilu v Rohru.

## Životopis
Narodil se jako Rudolf Kinzel do slezské katolické rodiny v Komárově u Opavy. Po absolvování broumovského gymnázia 21. září 1931 vstoupil jako profes (časný mnich) do kláštera benediktinů v Broumově. Studia teologie absolvoval v Olomouci, Salcburku a zakončil je na Německé univerzitě v Praze. 5. května roku 1935 byl vysvěcen na kněze a následně vyučoval na broumovském gymnáziu náboženství, zpěv a hudební nauku. Po základní vojenské službě ve wehrmachtu byl údajně nacisty od roku 1942 vězněn.
V pedagogickém působení pokračoval také po nuceném vystěhování z Československa roce 1945 v exilu v v bavorském klášteře v Rohru, kde byl do roku 1960 kaplanem a v letech 1964–1979 rektorem internátního gymnázia. Vytvořil a vedl tam liturgickou pracovní skupinu, časopis a okresní společnost Kolpingova díla dona Bosca.
7. června roku 1969 byl zvolen druhým exilovým opatem broumovského konventu v Rohru, úřad zastával do 15. března 1988.
Jako jeden z prvních benediktinů propagoval jejich duchovní službu a vzdělávání v rozhlase, v letech 1973, 1975 a 1977 promlouval v pravidelných nedělních pořadech bavorského rádia Wort am Sonntag.